# Nirvana (banda britânica)
Nirvana é uma banda britânica de rock psicodélico. Formada em 1965, não alcançou o sucesso comercial de boa parte das bandas conhecidas do Reino Unido, é conhecida pela sua sonoridade refinada. Embora, nos anos 90, uma famosa banda de Seattle, EUA, usasse o mesmo nome, houve um acordo com os membros da banda britânica e chegou-se a haver uma intenção do grupo britânico gravar covers da banda estadunidense, projeto que foi cancelado devido à morte de Kurt Cobain.

## Discografia

### Álbuns
- The Story of Simon Simopath 1967
- The Existence Of Chance Is Everything and Nothing Whilst the Greatest Achievement Is the Living of Life and So Say All Of Us 1968
- To Markos III 1970/Black Flower (relançado em 1987 sob o título original com faixas bônus)
- Local Anaesthetic 1972
- Songs Of Love And Praise 1973
- Me And My Friend 1974 Primeiro álbum solo de Patrick Campbell-Lyons, quando relançado em CD, quase todas as faixas de Songs of Love and Praise foram também incluídas e ele foi marcado como um álbum de Nirvana.
- Travelling On A Cloud 1992 (coletânea)
- Secret Theatre 1994 (raridades e outtakes)
- Orange And Blue 1996
- Chemistry  1997 (retrospectiva tripla)
- Forever Changing 2000 (coletânea)

### Singles
- "Tiny Goddess" (July 1967)
- "Pentecost Hotel" (October 1967)
- "Rainbow Chaser"  (March 1968) - número 34 na UK Singles Chart[2]
- "Girl in the Park" (July 1968)
- "All of Us" (November 1968)
- "Wings of Love" (January 1969)
- "Oh! What a Performance" (May 1969)